# Микеладзе, Осман Шавки Эфенди
Осман Шавки Эфенди Микеладзе (груз. ოსმან შავყი ეფენდი მიქელაძე, 1894 — 16 октября 1937) — грузинский политик, член Учредительного собрания Республики Грузия (1919—1921). Репрессирован в 1937 году.

## Биография
Родился в крестьянской грузинской мусульманской семье.
Начальное и среднее религиозное образование получил в Ахалцихе и Стамбуле. Владел грузинским и турецким языками. Окончил Стамбульский университет, факультет теологии.
С 16 лет работал воспитателем в Ахалцихском районе, затем некоторое время был учителем в Ахалцихе.
С августа 1919 года — член Социал-демократической партии Грузии. Член Комитета освобождения мусульман.
В сентябре 1919 года (?) был избран в Учредительное собрание Грузии по списку Социал-демократической партии Грузии. Редактировал грузино-турецкую газету «Ахалцихе».
В 1921 году, после советизации Грузии, он остался в стране и жил со своей семьей в родной деревне. В первые месяцы был приглашен на должность секретаря Революционного комитета округа, где проработал до ноября 1921 года, после чего был избран членом Комитета бедноты Хуло.
На протяжении всего этого периода продолжал вести крестьянское хозяйство.
Был арестован 17 января 1923 года по ордеру, выданному Батумской областной чрезвычайной комиссией («Батобчека»), вместе с другими политическими лидерами Аджарии за «активную антисоветскую агитационно-пропагандистскую деятельность». 17 июня 1923 года Совет Батумской областной ЧК принял решение о высылке Османа Микеладзе, как члена наиболее активной антисоветской группы, из границ Закавказья на три года; 12 июля Осман Микеладзе был отправлен в Тифлис, где, несмотря на слабое здоровье и неоднократные письменные заявления о невиновности, содержался в тюрьме до декабря 1923 года.
2 декабря 1923 года в деле Османа Микеладзе говорилось, что он не работал в грузинской социал-демократической рабочей партии с 1921 года, согласился с решением конференции «бывших меньшевиков» и поддержал советские власти, после чего был освобождён из-под стражи.
В последующие годы жил в Даниспираули и работал на ферме; был членом Товарищества по обработке земли (ТОЗ).
Первая начальная школа в селе Данисипараули была открыта в 1928 году; дочь Микеладзе — Шади была первой ученицей в этой школе. Осман преподавал в этой школе.
Дом Османа Микеладзе был культурным центром села.
Осман Микеладзе был вновь арестован в 1937 году за принадлежность к меньшевистскому контрреволюционному центру; обвинялся в том, что он набирал новых членов организации, инструктировал их «вредить» на фермах и незаконно переводил «эмиссаров» в Бюро иностранных дел Грузинской социал-демократической партии.
15 октября 1937 года приговорён к высшей мере наказания и на следующий день расстрелян.
Имущество семьи было конфисковано — их наследственный дом был разрушен.
Реабилитирован в 1973 году (?).